# Governo d'affari correnti
Un governo d'affari correnti o governo di attualità è un governo che esercita il potere esecutivo in modo limitato e con poteri ristretti. 
Questa condizione può verificarsi in diverse situazioni: 
- Quando il governo ha perso la fiducia del Parlamento;
- Quando il Parlamento viene sciolto;
- Quando il governo ha rassegnato le dimissioni o è in attesa della formazione di un nuovo esecutivo. In questo caso specifico il governo è spesso definito come un governo provvisorio.

## Esempi

### Italia
In Italia, un governo dimissionario rimane in carica per il disbrigo degli affari correnti fino alla nomina di un nuovo governo. Questo comporta un'attività amministrativa limitata e la gestione degli affari urgenti. Un esempio recente è stato il Governo Draghi (2022), rimasto in carica dopo le dimissioni fino alla formazione del nuovo esecutivo.

### Spagna
In Spagna, un "gobierno en funciones" ha poteri limitati fino all'insediamento del nuovo esecutivo. Questo meccanismo è stato evidente dopo le elezioni del 2015 e 2019, quando la formazione di un nuovo governo ha richiesto diversi mesi.

### Germania
In Germania, il cancelliere uscente rimane in carica con un governo ad interim fino alla nomina di un nuovo esecutivo. Un caso emblematico è stato il lungo processo di formazione del governo Merkel IV nel 2017-2018.

### Belgio
Nel sistema politico belga, questo caso può verificarsi in diverse situazioni: quando il governo ha perso la fiducia della Camera dei rappresentanti, quando le camere del parlamento federale belga vengono sciolte, quando il governo ha rassegnato le dimissioni o in attesa di un nuovo governo dopo le elezioni. Questa variante del governo di attualità è quindi spesso definita come un governo provvisorio.
Nella storia politica belga, è successo più volte che, a causa delle difficoltà a formare un nuovo governo di coalizione, l'attuale governo d'affari correnti resti al potere per molti mesi. Questi governi, in teoria senza grandi capacità, a volte avevano lo scopo di prendere decisioni importanti. I trattati europei di Maastricht (1992) e Lisbona (2007) sono stati quindi firmati, per il Belgio, da governi d'affari correnti. E una squadra di governo dimessa ha assunto nel 2010 la presidenza del Consiglio d'Europa.
I governi di attualità:
- Governo Vanden Boeynants II (1978-1979)
- Governo Martens VII (1987)
- Governo Martens IX (1991)
- Governo Verhofstadt II (2007)
- Governo Leterme II (2010-2011)
- Governo Michel II (2018-2019)
- Governo Wilmès I (2019-2020)
- Governo Wilmès II (2020 - parzialmente)